# Microlensing Observations in Astrophysics

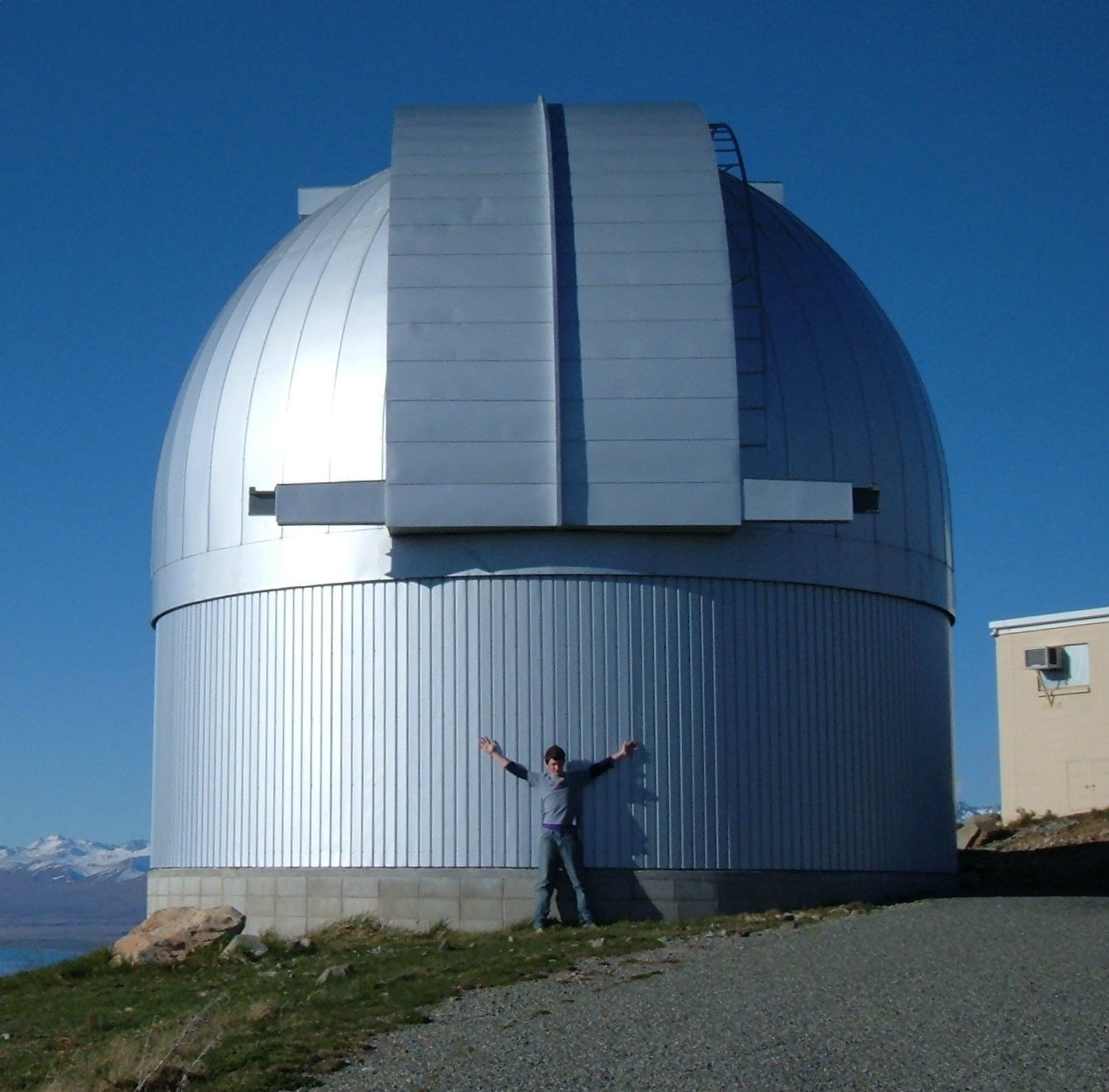
Teleskopkuppel des MOA

Microlensing Observations in Astrophysics (MOA) ist eine japanisch-neuseeländische Kooperation zur Beobachtung von Dunkler Materie, extrasolaren Planeten und Sternenatmosphären mittels des Microlensing-Effektes. Hierfür wird das Mt John University Observatory in Neuseeland verwendet. Die Beobachtungen werden mit einem Spiegelteleskop mit 1,8 m Durchmesser durchgeführt.
Ein Erfolg war 2008 die Entdeckung der damals kleinsten Supererde MOA-2007-BLG-192L b mit einer Masse von nur 3,3 Erdmassen. Im Januar 2006 wurde bereits ein anderer Planet mit einer Masse von nur 5,5 Erdmassen in Kooperation mit den Projekten OGLE und PLANET entdeckt.